# David Palmer
David Palmer er USAs præsident i fiktions tv-serien 24 Timer, spillet af Dennis Haysbert. Palmer er seriens anden hovedperson, sammen med Jack Bauer. Gennem serien er hans ekskone Sherry og hans bror Wayne nøgle personer i hans stab. Han har to børn: sønnen, Keith og datteren Nicole. Palmer er fra det demokratiske parti.
| 24 Timer | Spire Denne artikel om tv-serien 24 Timer er en spire som bør udbygges. Du er velkommen til at hjælpe Wikipedia ved at udvide den. |